# Kyle Casey
Kyle David Casey (Medway, Massachusetts, 27 de noviembre de 1990) es un baloncestista estadounidense que pertenece a la plantilla de los Abejas de León de la Liga Nacional de Baloncesto Profesional de México. Con 2,03 metros de estatura, juega en la posición de alero.

## Trayectoria deportiva

### Universidad
Jugó tres temporadas con los Crimson de la Universidad de Harvard, en las que promedió 10,5 puntos, 5,5 rebotes, 1,1 asistencias y 1,1 tapones por partido. En su primera temporada fue elegido Rookie del Año de la Ivy League. Ya en 2011 fue incluido en el segundo mejor quinteto de la conferencia, y en 2012 en el primero.

### Profesional
Tras no ser elegido en el Draft de la NBA de 2014, fue invitado por los Brooklyn Nets a participar en las Ligas de Verano. El 29 de agosto firmó su primer contrato profesional con el KK Helios Domžale de la liga de Eslovenia. Allí jugó una temporada en la que promedió 12,6 puntos y 7,2 rebotes por partido.
En septiembre de 2015 fichó por los Phoenix Suns para disputar la pretemporada, pero fue despedido tras jugar un único partido. El 2 de noviembre fue adquirido por los Bakersfield Jam como afiliado de los Suns. Jugó una temporada en la que promedió 8 puntos y 4,9 rebotes por partido.
En junio de 2016 regresó al KK Helios Domžale, pero únicamente disputó ocho partidosa de la liga eslovena y otros seis de la BCL, promediando 8,4 puntos y 5,2 rebotes, dejando el equipo en enero de 2017. Acabó la temporada en el Hapoel Afula de la Liga Leumit, la segunda categoría del baloncesto israelí. Jugó cinco partidos en los que promedió 10,2 puntos y 7 rebotes.
El 23 de agosto de 2017 fue elegido por los Wisconsin Herd de la G League en el draft de expansión de la liga.